# نسخة أولية
النسخة الأولية هي نسخة مجانية من كتاب جديد يقدمها الناشر لبائعي الكتب أو أمناء المكتبات أو الصحفيين أو المشاهير أو غيرهم، أو جائزة مسابقة في مدرسة مثلًا قبل طباعة الكتاب للتوزيع توزيعًا واسعًا. وقد تعني النسخ التي ترسلها المطبعة أولًا إلى دار النشر أو المؤلف لللتعليق عليها أو نقدها قبل المضي في الطبع والتجليد.